# یو وای اسکوتی
سپر یو وای یا یو وای اسکوتی (به انگلیسی: UY Scuti) یک ابرغول سرخ (به انگلیسی: Red Super Giant)(RSG) روشن و همچنین یک ستاره متغیر در صورت فلکی سپر است. این ستاره یکی از بزرگ‌ترین ستاره شناخته شده از نظر شعاع و همچنین یکی از درخشان‌ترین در نوع خود می‌باشد. شعاع متوسط این ستاره در حدود ۱٬۷۰۸ (شعاع خورشیدی۱٫۲۹۴۹۲ ×۱۰۰۰۰۰کیلومتر; ۷٫۹۴ واحد نجومی) تخمین زده شده‌است؛ در نتیجه حجمی در حدود ۵ میلیارد برابر حجم خورشید را دارا می‌باشد. فاصله این ستاره از زمین حدود ۲٫۹ کیلوپارسک (۹۵۰۰ سال نوری) می‌باشد و اگر در مرکز منظومه شمسی قرار بگیرد، نورسپهر آن حداقل به اندازه مدار سیاره مشتری خواهد بود.

## چگالی ستاره
با توجه به اندازهٔ عظیم این ستاره احتمالاً جرمی ۲۰ تا ۴۰ برابر خورشید را دارد و احتمالاً چگالی برابر kg/m³ ۷×۱۰⁻⁶ را داراست. به عبارت دیگر، چگالی این ستاره بیش از یک میلیارد بار کمتر از چگالی آب است. در حقیقت، اگر می‌توانستیم این ستاره را در بزرگترین حمام آب جهان قرار دهیم، از نظر (تئوری)، این ستاره روی آب شناور می‌شد. حتی اگر می‌توانستیم پارکی به اندازهٔ کافی بزرگ پیدا کنیم، با توجه به این که چگالی این ستاره یک میلیون بار کمتر از چگالی اتمسفر متوسط زمین در دمای اتاق است، این ستاره تا ارتفاع کمی از سطح زمین مانند بالون به پرواز درمی‌آمد.

## نام گذاری و تاریخچه
سپر یو وای برای اولین بار در سال ۱۸۶۰ توسط ستاره شناسان آلمانی در رصدخانه بن در اولین مطالعات آسمانی ستاره‌ای در نظرسنجی بن ستارگان کاتالوگ فهرست شد و به BD -12 5055 ستاره ۵۰۵۵ بین °۱۲ S و °۱۳ S با شمارش بعد 0h نام‌گذاری شد.
در تشخیص بعدی از ستاره در نظرسنجی دوم مشخص شد به مقدار کمی در روشنایی تغییر کرده‌است، که نشان دهنده آن است که سپر یو وای یک ستاره متغیر جدید می‌باشد. مطابق با استاندارد بین‌المللی، ستاره سپر یو وای سی و هشتمین ستاره متغیر از صورت فلکی سپر نامیده می‌شود.
در شرایط فوق‌العاده خوبی بدون آلودگی نوری، سپر یو وای با استفاده از یک تلسکوپ کوچک یا دوربین دوچشمی بزرگ به صورت یک ستاره مایل به قرمز با لکه ضعیف، همراه ستاره‌های کهکشان راه شیری دیده می‌شود.

## مشخصات

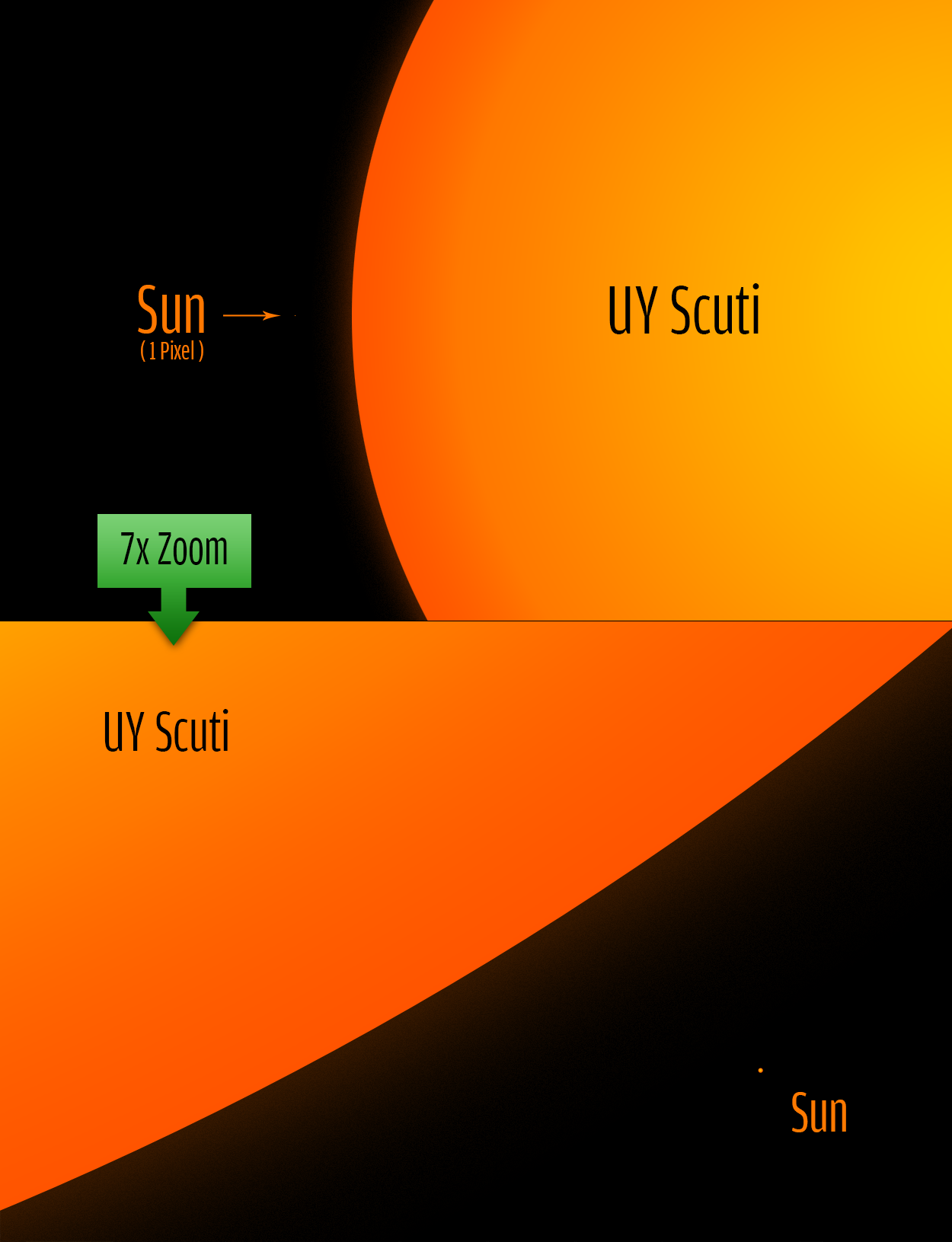
یک تصویر از اندازه تقریبی سپر یو وای در مقایسه با خورشید

ستاره به عنوان یک متغیر نیمه منظم با دوره ضربان تقریبی ۷۴۰ روز می‌باشد و همچنین دارای درخشندگی برابر با ۳۴۰٬۰۰۰ واحد درخشندگی خورشید است، و جز درخشان‌ترین ستارگان کهکشان می‌باشد. با وجود اندازه بزرگ آن، سپر یو وای به عنوان یک فراغول طبقه‌بندی نمی‌شود. درخشندگی بالا و اندازه بزرگ برای تعریف یک ستاره به عنوان یک فراغول کافی نیست؛ بلکه علاوه بر اندازه و درخشندگی به تشخیص نوع طیفی از ناپایداری جوی و از دست دادن جرم بالا نیز بستگی دارد. در مورد سپر یو وای، طیف آن طیف خطی از کربن، آب، و اکسید سیلیکون می‌باشد، اما طیف آن هیچ‌یک از خطوط طیفی اکسیژن، نئون، و دیگر عناصر سنگین تر که نشانه‌ای از یک نرخ، از دست دادن توده کافی است را نشان نمی‌دهد. علاوه بر این، محل آن در نمودار هرتسپرونگ-راسل زیر منطقه بیضی شکل از فراغول است، و آن را تنها به عنوان یک ابرغول سرخ درخشان نشان می‌دهد.

## اندازه

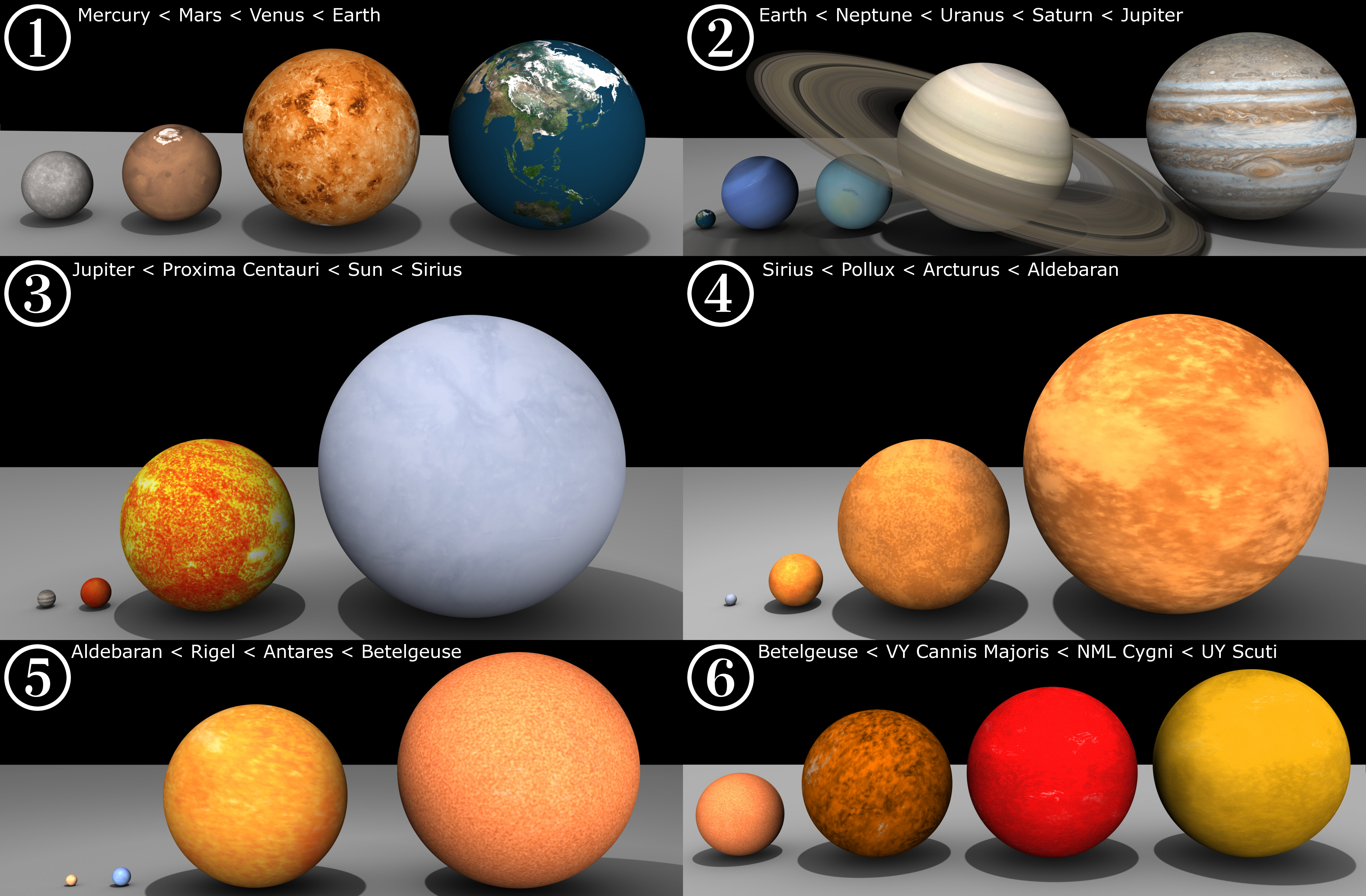
اندازهٔ نسبی سیارات در منظومهٔ خورشیدی و چند ستاره از جمله سپر یو وای:۱- تیر <بهرام <ناهید <زمین ۲- زمین <نپتون <آهوره <کیوان <هُرمُز ۳- هُرمُز <پروکسیما قنطورس <خورشید <شباهنگ۴- شباهنگ <سرپسین <ژوبین‌دار <دبران۵- دبران <پای شکارچی <کژدم‌دل <شبان‌شانه۶- شبان‌شانه <وی‌وای سگ بزرگ <ان‌ام‌ال دجاجه <سپر یو وای.

در تابستان سال ۲۰۱۲، اخترشناسان از تلسکوپ بسیار بزرگ در بیابان آتاکاما شیلی پارامترهای سه ابرغول در نزدیکی منطقهٔ مرکز کهکشان اندازه‌گیری کردند. آن‌ها مصمم بودند که هر سه ستاره ۱٬۰۰۰ بار بزرگ‌تر از خورشید هستند. اندازهٔ ستارگان با استفاده از کدری، محلی که در آن عمق نوری ۰۲/۰۳ است تعریف شده‌است، محاسبه نمودند.
سپر یو وای به عنوان بزرگ‌ترین آن سه ستاره، اندازه‌ای در حدود ۱۹۲ ± ۱٬۷۰۸ واحد شعاع خورشیدی داشت؛ که باعث شناخته‌شدن ستاره‌ای با بزرگ‌ترین شعاع شد. این ستاره بنابراین بسیار بزرگ است، اگر زمین را به اندازهٔ یک توپی با قطر ۲۰ سانتی‌متر در نظر بگیریم، قطر سیارهٔ مشتری در حدود ۲٫۱ متر و قطر خورشید در حدود ۲۲ متر خواهد بود در حالی که سپر یو وای در این نسبت دارای قطری برابر با ۳۸٬۰۰۰ متر، بیش از چهار برابر ارتفاع کوه اورست را خواهد داشت.
به عبارت ساده‌تر، یک شیء فرضی اگر با سرعت نور در سفر باشد، ۱۴٫۵ ثانیه طول می‌کشد تا به دور خورشید بگردد این در حالی است که این چرخش به دور سپر یو وای هفت ساعت طول می‌کشد.

## جرم
جرم سپر یو وای نامشخص است. در درجهٔ اول، جرم یک ستارهٔ قابل مشاهده را می‌توان از طریق تداخل گرانشی اندازه‌گیری کرد. مدل تکاملی ستارگان نتیجه گرفت که جرم اولیهٔ یک ستاره (جرم یک ستاره در زمان شکل‌گیری تا رسیدن به مرحلهٔ غول سرخ) مانند سپر یو وای، حدود ۲۵ واحد جرم خورشید است که احتمالاً بیش از نیمی آن را از دست داده‌است.

## ابرنواختر
بر اساس مدل‌های کنونی از تکامل ستارگان، سپر یو وای روند گداخت هیدروژن را همچنان ادامه داده و گداخت هلیوم را در یک پوستهٔ اطراف هستهٔ خود آغاز نموده‌است. موقعیت سپر یو وای در عمق صفحهٔ کهکشان راه شیری پیشنهاد می‌کند که سپر یو وای یک ستارهٔ غنی از فلز است.
سپر یو وای باید لیتیوم، کربن، اکسیژن، نئون، و سیلیکون را در هستهٔ اصلی خود در میلیون‌ها سال آینده ترکیب کند. بعد از این، هستهٔ آن شروع به تولید آهن می‌کند که در نتیجه باعث اختلال در تعادل گرانش و تابش در هستهٔ اصلی و در نتیجه باعث انفجار ابرنواختری خواهد شد.